# Verneusses
Verneusses est une commune française située dans le département de l'Eure, en région Normandie.

## Géographie

### Localisation
|                                  | La Goulafrière, Montreuil-l'Argillé             |                                                   |
| Saint-Germain-d'Aunay (Calvados) | Verneusses                                      | Saint-Denis-d'Augerons Saint-Laurent-du-Tencement |
|                                  | La Ferté-en-Ouche (comm. dél. de Monnai) (Orne) |                                                   |

### Hydrographie
La commune est située dans le bassin Seine-Normandie. Elle est drainée par la Guiel,.
La Guiel, d'une longueur de 24 km, prend sa source dans la commune de La Trinité-des-Laitiers et se jette  dans la Charentonne à La Trinité-de-Réville, après avoir traversé huit communes. Les caractéristiques hydrologiques de la Guiel sont données par la station hydrologique située sur la commune de Montreuil-l'Argillé. Le débit moyen mensuel est de 0,671 m3/s. Le débit moyen journalier maximum est de 8,6 m3/s, atteint lors de la crue du 22 juin 2021. Le débit instantané maximal est quant à lui de 29,3 m3/s, atteint le même jour.

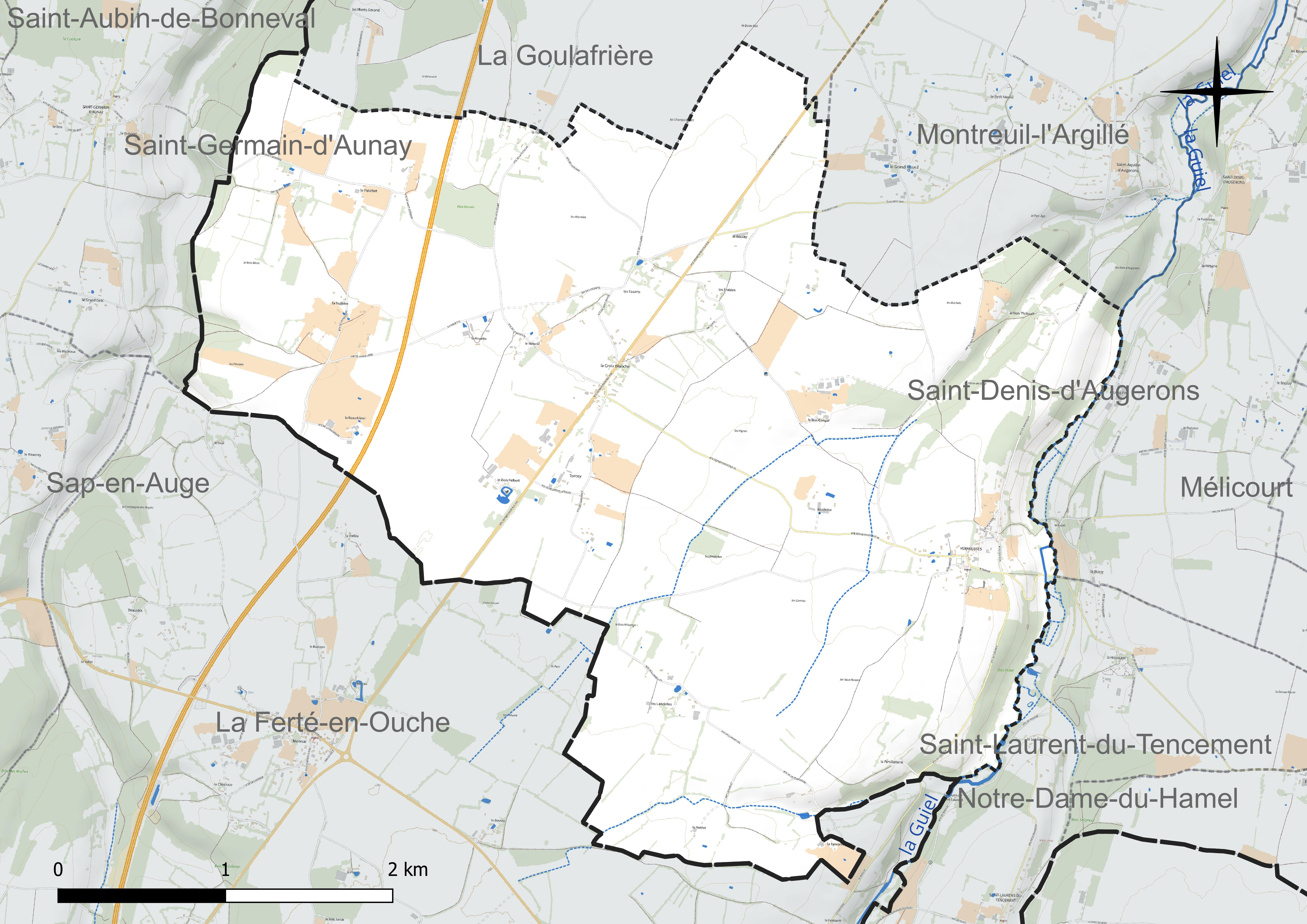
Réseau hydrographique de Verneusses.

### Voies routières
Le territoire laisse passer l'autoroute A28-E402 et les routes départementales RD 35, RD 45 et RD 438.

### Climat
Pour des articles plus généraux, voir Climat de la Normandie et Climat de l'Eure.
En 2010, le climat de la commune est de type climat océanique dégradé des plaines du Centre et du Nord, selon une étude du CNRS s'appuyant sur une série de données couvrant la période 1971-2000. En 2020, Météo-France publie une typologie des climats de la France métropolitaine dans laquelle la commune est exposée à un climat océanique et est dans la région climatique  Normandie (Cotentin, Orne), caractérisée par une pluviométrie relativement élevée (850 mm/a) et un été frais (15,5 °C) et venté. Parallèlement le GIEC normand, un groupe régional d’experts sur le climat, différencie quant à lui, dans une étude de 2020, trois grands types de climats pour la région Normandie, nuancés à une échelle plus fine par les facteurs géographiques locaux. La commune est, selon ce zonage, exposée à un « climat contrasté des collines », correspondant au Pays d’Auge, Lieuvin et Roumois, moins directement soumis aux flux océaniques et connaissant toutefois des précipitations assez marquées en raison des reliefs collinaires qui favorisent leur formation.
Pour la période 1971-2000, la température annuelle moyenne est de 10 °C, avec  une amplitude thermique annuelle de 13,9 °C. Le cumul annuel moyen de précipitations est de 814 mm, avec 12,6 jours de précipitations en janvier et 8,3 jours en juillet. Pour la période 1991-2020, la température moyenne annuelle observée sur la station météorologique la plus proche, située sur la commune de La Ferté-en-Ouche à 8 km à vol d'oiseau, est de 10,6 °C et le cumul annuel moyen de précipitations est de 797,5 mm,. Pour l'avenir, les paramètres climatiques de la commune estimés pour 2050 selon différents scénarios d’émission de gaz à effet de serre sont consultables sur un site dédié publié par Météo-France en novembre 2022.

## Urbanisme

### Typologie
Au 1er janvier 2024, Verneusses est catégorisée commune rurale à habitat très dispersé, selon la nouvelle grille communale de densité à 7 niveaux définie par l'Insee en 2022.
Elle est située hors unité urbaine et hors attraction des villes,.

### Occupation des sols

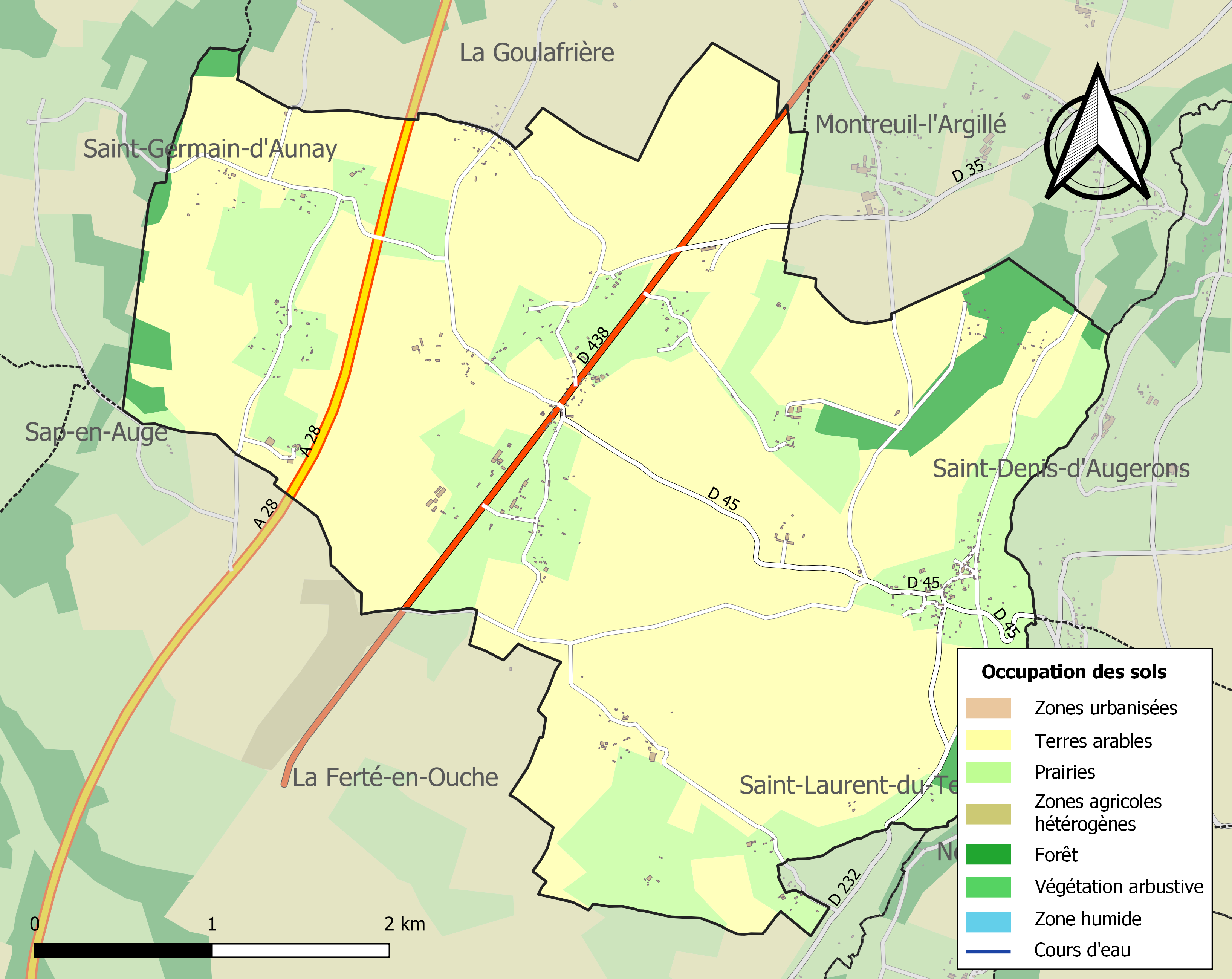
Carte des infrastructures et de l'occupation des sols de la commune en 2018 (CLC).

L'occupation des sols de la commune, telle qu'elle ressort de la base de données européenne d’occupation biophysique des sols Corine Land Cover (CLC), est marquée par l'importance des territoires agricoles (95,4 % en 2018), une proportion identique à celle de 1990 (95,4 %). La répartition détaillée en 2018 est la suivante : 
terres arables (69,6 %), prairies (25,8 %), forêts (4,6 %).
L'IGN met par ailleurs à disposition un outil en ligne permettant de comparer l’évolution dans le temps de l’occupation des sols de la commune (ou de territoires à des échelles différentes). Plusieurs époques sont accessibles sous forme de cartes ou photos aériennes : la carte de Cassini (XVIIIe siècle), la carte d'état-major (1820-1866) et la période actuelle (1950 à aujourd'hui).

## Toponymie
Le nom de la localité est attesté sous les formes Vernutiæ en 1128 (charte de Henri Ier), Vernuces en 1266 (cartulaire de Saint-Évroult), Verneusse en 1793, Verneuse en 1801.
En Normandie, les toponymes faisant référence à l'aulne sont, comme ici, plus souvent issus du gaulois (verno) que du latin (alna). De la forme gauloise sont issus Ver-sur-Mer, Ver, Verneuil, Vernon, Vernix et Verneusses auxquels on peut ajouter le dernier terme de Saint-Paul-du-Vernay.

## Histoire
Verneusses absorbe Les Essards-en-Ouche dans le département voisin de l'Orne en 1843.

## Politique et administration
| Période                                  | Période | Identité    | Étiquette | Qualité |
| ---------------------------------------- | ------- | ----------- | --------- | ------- |
| mars 2001                                |         | Jean Duclos |           |         |
| Les données manquantes sont à compléter. |         |             |           |         |

## Démographie
| 1793 | 1800 | 1806 | 1821 | 1831 | 1836 | 1841 | 1846 | 1851 |
| ---- | ---- | ---- | ---- | ---- | ---- | ---- | ---- | ---- |
| 507  | 512  | 589  | 605  | 597  | 527  | 566  | 605  | 535  |

| 1856 | 1861 | 1866 | 1872 | 1876 | 1881 | 1886 | 1891 | 1896 |
| ---- | ---- | ---- | ---- | ---- | ---- | ---- | ---- | ---- |
| 524  | 510  | 502  | 520  | 450  | 434  | 426  | 429  | 391  |

| 1901 | 1906 | 1911 | 1921 | 1926 | 1931 | 1936 | 1946 | 1954 |
| ---- | ---- | ---- | ---- | ---- | ---- | ---- | ---- | ---- |
| 360  | 340  | 355  | 294  | 324  | 296  | 326  | 330  | 328  |

| 1962 | 1968 | 1975 | 1982 | 1990 | 1999 | 2005 | 2006 | 2010 |
| ---- | ---- | ---- | ---- | ---- | ---- | ---- | ---- | ---- |
| 321  | 304  | 252  | 244  | 203  | 224  | 224  | 222  | 206  |

| 2015 | 2020 | 2022 | - | - | - | - | - | - |
| ---- | ---- | ---- | - | - | - | - | - | - |
| 206  | 189  | 180  | - | - | - | - | - | - |

## Culture locale et patrimoine

### Lieux et monuments
- La présence, à proximité de la commune, du dolmen de la Grosse Pierre, classé au titre des monuments historiques[25] en 1911, atteste d'une présence humaine datant du Néolithique.
- Église Notre-Dame.
- Manoir de Bois-Hébert[26],  Classé MH (1974).

### Héraldique
| Blason de Verneusses | Blason  | Coupé : au 1er parti au I d'azur à une truite d'argent ployée en barre, au II de gueules à deux léopards d'or, lampassés du champ passant et contre-passant l'un au-dessus de l'autre, au 2d de sinople à un dolmen à trois piliers d'argent avec son ombre de sable derrière lui projetée vers senestre. |
| Blason de Verneusses | Détails | Les deux léopards d'or sur champ de gueules rappellent les armes de la Normandie. |

### Cartes
1. ↑  « Réseau hydrographique de Verneusses » sur Géoportail (consulté le 16 avril 2025).